# Garlon Green
Garlon Green (Houston, 11 gennaio 1991) è un cestista statunitense.
È fratello di Gerald e cugino di Danny, a loro volta cestisti.